# Ronde des fêtes
 (juin 2018).
Si vous disposez d'ouvrages ou d'articles de référence ou si vous connaissez des sites web de qualité traitant du thème abordé ici, merci de compléter l'article en donnant les références utiles à sa vérifiabilité et en les liant à la section « Notes et références ».
La Ronde des fêtes est une association rassemblant plusieurs manifestations haut-rhinoises, de l'est du Territoire de Belfort, du sud du Bas-Rhin, de l'est du département des Vosges, du nord-ouest de la Suisse et du sud-ouest du Bade-Wurtemberg en Allemagne. Fondé dans le Sundgau, le siège se trouve maintenant à Michelbach-le-Bas et une permanence est située à Mulhouse.

## Histoire et champ d'action
La Ronde des fêtes est née en 1982 dans le Sundgau par son président, Roland Simon, sous le nom d'abord de RONDE des Fêtes. À ses débuts, elle ne comptait que 12 communes membres. Mais au fil du temps, d'autres communes se rajoutent. En 1987 se crée donc La RONDE des fêtes avec l'élargissement des communes membres, la même année de la Hardt au Vignoble et en 1990, du Ried au Vignoble.
L'association se fixe des objectifs : (citations de l'association)
- Devenir un outil de promotion collective et un label de qualité pour chacune des fêtes se déroulant sous son égide.
- Promouvoir, à travers ces rendez-vous de l'amitié et de la joie de vivre, notre région, son patrimoine culturel, ses villages et ses traditions.